# الدوري التونسي لكرة اليد 2019–20
الدوري التونسي لكرة اليد 2019–2020 هو الدورة 65 من الدوري التونسي لكرة اليد للرجال. شارك فيها 12 فريقا.

فاز بهذا الموسم الترجي الرياضي التونسي، وجاء ثانيا نادي ساقية الزيت.

## روابط خارجية
- الموقع الرسمي للجامعة التونسية لكرة اليد.